# 여행비둘기
여행비둘기(旅行—, passenger pigeon 또는 wild pigeon)는 나그네비둘기라고도 하는데, 아메리카 대륙 동해안에 서식하던 야생비둘기였다. 개체수는 50억 마리에 달해 한때 새 가운데 가장 많은 수가 있었다고 여겨질 정도였지만, 인간의 무분별한 남획에 의해서 20세기 초에 멸종했다. 한편 학계 일부에서는 과거의 대량 번식 또한 인간의 생태계 파괴로 인해 나타난 이상현상이라 주장하기도 한다. 생명 개체의 최후 멸종에 관해 인류의 명확한 관찰 기록이 남겨진 최초의 사례이다.

## 형태와 생태

### 몸 색상
여행비둘기는 머리 부분과 등은 청회색, 가슴은 포도색, 배는 흰색이다. 부리는 검고, 다리는 적색. 날개와 꼬리는 날카롭고 길었다. 몸의 전체 길이는 43cm 정도 된다.

### 여행하는 새
이름 그대로 철에 따라 이동하는 새로, 여름의 영소지(營巢地)는 뉴욕으로부터 오대호 주변에 걸치고, 월동지는 멕시코만 일대였다. 이동 속도는 시속 약 96km에 이르렀다고 한다. 나무 한 그루에 많은 무리가 떼지어 번식하며, 거대한 무리를 이루는 것이 특징이다. 위스콘신주의 영소지 약 2,200km2에 1억 3,600만 마리가 확인된 예도 있다. 1810년에 켄터키주의 영소지의 무리에서 22억 3,000만 마리 이상으로 추정된 기록도 있다. 굵은 나뭇가지가 무게를 이기지 못하고 부러지기도 했다고 한다. 조류 박물화가로서 유명한 존 제임스 오드본은 1838년의 일기에, 머리 위를 통과하는 여행비둘기의 무리가 3일 밤낮 동안 계속 날았다고 기록하고 있다.

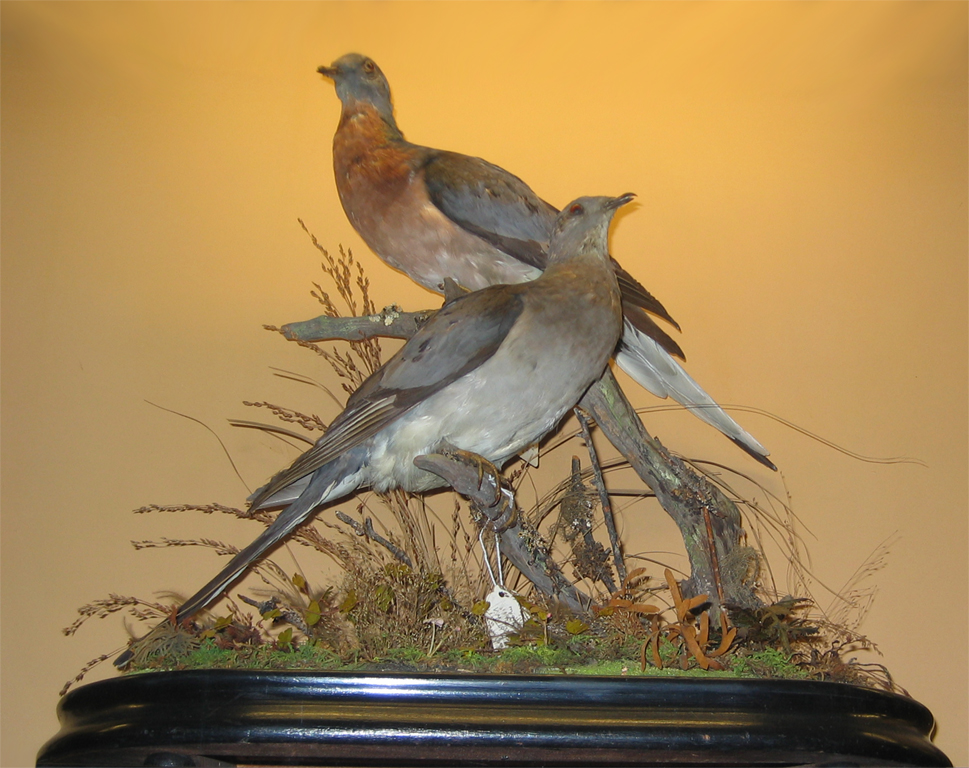
뉴욕 반더빌트 박물관에 있는 암수컷 표본

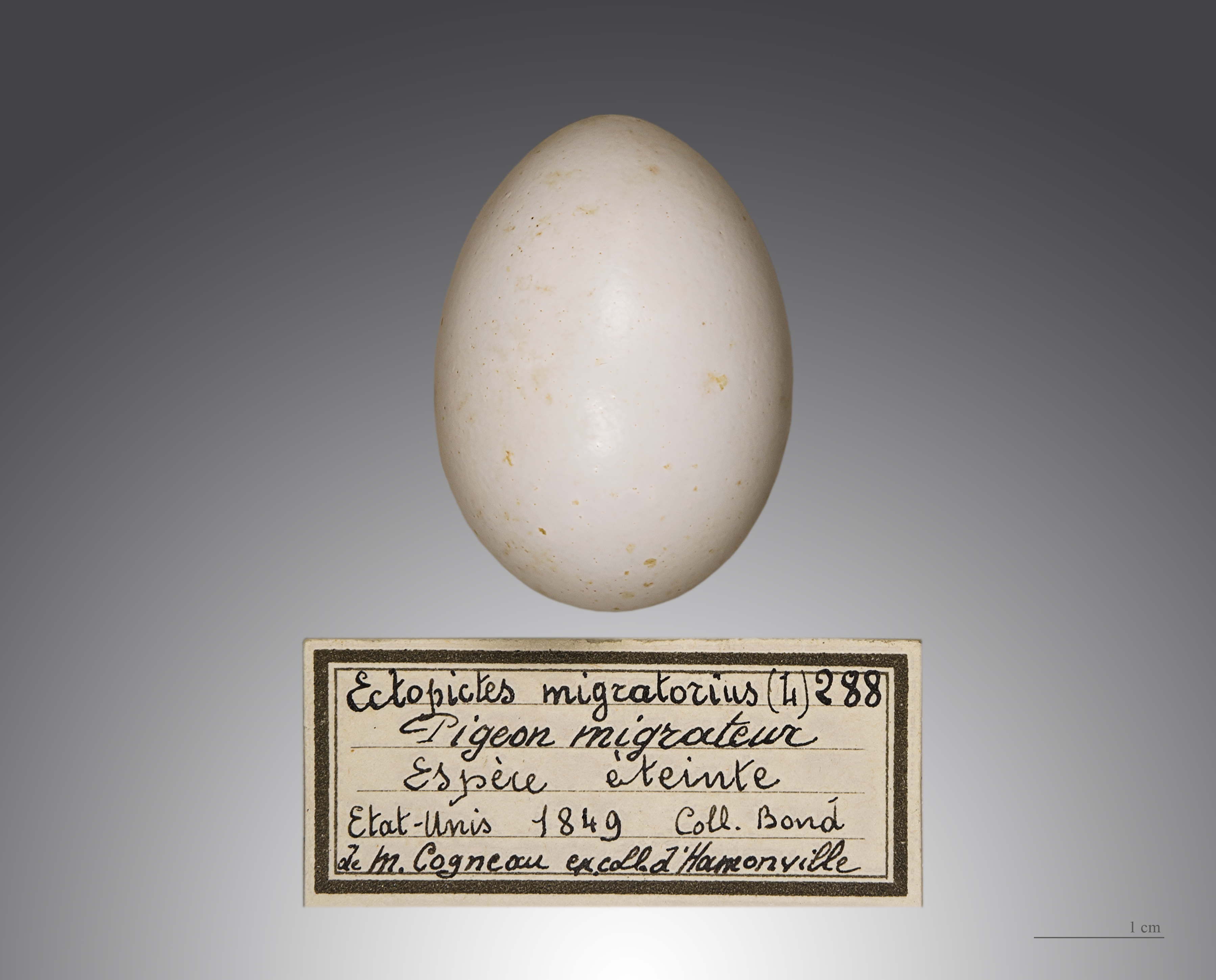
Ectopistes migratorius

## 멸종

### 무지로 인한 남획
18세기에는 북아메리카 전 지역에서 50억 마리가 서식했다고 추정되며, 최대 1조 마리까지 추산하는 경우도 있어 세계에서 수가 가장 많은 새였다고도 한다. 하지만 19세기에 이르러 흑인, 빈곤층, 노예들에게 주기 위한 식용으로 또는 사료와 깃털의 채취를 위해서 남획이 이루어져 수가 격감했다. 당시 자본가들은 여행비둘기를 돈벌이수단으로 여겨 여행비둘기 고기를 기차로 수송하는 운송업을 하기도 했다. 그러나 막대한 개체수 때문에 멸종하지 않을 것이라는 사람의 무지 때문에 여행비둘기의 보호는 진지하게 검토되지 않았다. 게다가 여행비둘기의 고기는 매우 맛있었다고 전해져서, 총이나 새그물, 막대기를 사용해 많은 사람들이 포획을 실시했으며, 비둘기 사냥은 미 서부에서의 금 채취, 곡식 투기 등으로 벼락부자가 된 졸부에 있어서는 일종의 '스포츠'였다. 그래서 여행비둘기의 포획을 전문으로 하는 사냥꾼에 의해 조직적이고 대규모에 걸친 대량학살이 이루어졌다. 심지어는 3만마리를 사냥대회에서 이기려고 죽인 사냥꾼도 있었다고 한다. 미국의 졸부들과 사냥꾼들은 여행비둘기를 생명을 가진 동물로서 존중하는 것이 아니라 놀이를 위한 장난감으로 여겼던 것이다.

### 감소
여행비둘기는 1870년대에 조금씩 줄어들었지만 여전히 많은 무리를 지어 살았다. 그러나 1890년대에 들어오면서 여행비둘기의 모습은 사냥꾼들이 통신을 이용하여 정보를 주고받아서 여행비둘기를 사냥했기 때문에 거의 볼 수 없게 되어, 겨우 법으로써 보호가 시도되었지만, 이미 때가 늦었다. 여행비둘기는 작은 집단에서는 번식할 수 없는 습성이 있는 데다가, 한번 번식하였을 때 겨우 1개의 알만 낳을 뿐이었다. 그래서 일단 크게 줄어든 개체수를 회복하는 것은 불가능했다. 농업을 위해 산림면적이 축소되면서 여행비둘기들이 살 곳과 먹을거리인 도토리, 밤, 블루베리 등이 감소했다는 사실도 여행비둘기의 멸종 이유였다.

### 멸종
1906년에 사냥된 것을 마지막으로, 야생의 개체는 종적을 감추었다. 그리고 1914년 9월 1일 오하이오주의 신시내티 동물원에서 사육되고 있던 마지막 한 마리인 마사(Martha, 조지 워싱턴의 아내 마사의 이름을 땄다.)가 죽으면서 여행비둘기는 완전히 멸종했다. 마사의 표본은 현재 스미소니언 박물관에 있다.

### 핵심종 감소에 의한 대량 번식설
최근까지 여행비둘기에 대해서는 매우 대량으로 번식하였던 개체가 갑작스런 인간의 남획으로 멸종했다는 인간으로 인한 자연 파괴의 극단적인 사례로 인용되곤 하였다. 그러나 한편으로 여행비둘기의 개체 수를 둘러싼 여러 가지 정황들을 둘러싸고 그 숫자에 대한 또 다른 해석도 존재한다. 당초 여행비둘기의 개체 수는 많지 않았으나 유럽인들의 출현을 계기로 그 수가 대량으로 늘어났으며, 그 이후에 과도하게 사냥당하면서 멸종했다는 것이다. 이러한 추정은 여행비둘기는 그 수가 과다할 정도로 많았기 때문에 사냥도 매우 쉬웠으며, 고기의 맛도 좋았기 때문에 유럽인들이 등장하기 이전부터 원주민들의 주식으로 사냥되었을 법한데, 실제 발굴 사례들을 살펴보면 원주민들의 주식으로는 이들보다는 아메리카들소가 이용되었다는 사실에 대한 의문에서 출발한다. 이에 대해 학계에서는 새로운 해석을 내놓았는데, 유럽인들의 출현으로 아메리카 대륙의 핵심종이었던 원주민들이 대거 사망하면서 생태계의 균형이 깨져 이들의 수가 과도할 정도로 증가했다는 것이다. 이러한 사례는 외래종이 아닌 토종 또한 생태계의 교란으로 비정상적인 개체 수의 변화를 겪을 수 있음을 증명한다.